# Dmytro Firtasj
Dmytro Vasylovytj Firtasj  (ukrainsk: Дмитро́ Васи́льович Фі́рташ) född 2 maj 1965 i Bohdanivka, Ukrainska SSR, Sovjetunionen, är en ukrainsk affärsman. Han är gasmiljardär och en av de rikaste personerna i Ukraina.
Firtasj är delägare av mediegruppen Inter Media Group Limited som äger de ukrainska TV-kanalerna; Inter, Inter+, NTN, K1, K2 MEGA, Enter Film, Pixel och Zoom.
Den stora TV-kanalen Inter har tv-avtalet med Klytjko-brödernas boxningsstall "Klitschko Management Group GmbH". Det antas att den ukrainska ex-boxaren och politikern Vitalij Klytjko och hans parti UDAR också får ekonomiskt stöd av Firtasj. Klytjko har förnekat detta. 
Han stöttade landets nu avsatte president Viktor Janukovytj.
Firtasj satt frihetsberövad 12–21 mars 2014 i Österrike, eftersom USA har efterlyst honom för korruptionsrelaterade brott och begärde honom utlämnad. Han släpptes ur det fängelse efter att ha betalat den begärda borgenssumman på drygt 1,1 miljarder kronor, den största som hittills har betalats i Österrike.
Firtasj har kopplats till det Göteborgsbaserade bolaget Misen, som genom avtal med Ukraina tagit över hälften av landets olje- och gasreserver. Bolaget har en snårig ägarstruktur och nämns även med kopplingar till den ryska maffian.

## Källhänvisningar
1. ↑  Dmitriy Firtash Biography, Photos - Group DF
2. ↑  Klitschko denies connection to Firtash
3. ↑  ”Hedging their bets, Ukraine's oligarchs sit above the fray - Reuters”. Arkiverad från originalet den 9 januari 2014. https://web.archive.org/web/20140109043008/http://uk.reuters.com/article/2013/12/05/uk-ukraine-oligarchs-idUKBRE9B40MQ20131205. Läst 15 januari 2014.
4. 1 2  Oligark fri för 1,1 miljarder - SVT.se
5. ↑  Pettersson, Claes (2014-06-26): "Ryska maffian bakom det svenska gasköpet". Expressen.se. Läst 5 augusti 2014.